# Championnat de France de baseball Nationale 2 2012
Navigation
2011 2013
Le Championnat de France de baseball Nationale 2 2012 rassemble 20 équipes qui s'affrontent pour accéder à la Nationale 1. Ces équipes représentent les meilleurs clubs issus des compétitions régionales.
Les Patriots de Paris remportent le titre avec une victoire 16-15 et 13-11 face aux Renards de La Vallée du Gapeau. 
Les clubs promus en Nationale 1 sont les Boucaniers de La Rochelle, la réserve des Templiers de Sénart, les Patriots de Paris et les Renards de La Vallée du Gapeau.

## Déroulement
Les équipes sont réparties en 4 poules de 3 équipes et 2 poules de 4 équipes au format round robin en programme double, c'est-à-dire 2 confrontations par journée, du 26 août au 9 septembre.
Les deux premiers de poule sont qualifiés pour des 1/4 de finale en plateau (3 équipes par plateau) dont ne sortent que les vainqueurs qui se retrouvent en demi-finales.
Les 4 meilleures équipes sont promues en Nationale 1. 

## Les clubs de l'édition 2012

### Champions régionaux
- Ligue d'Aquitaine : Raiders d'Eysines
- Ligue de Bourgogne : Dijon UC
- Ligue de Bretagne : Hawks de La Guerche de Bretagne
- Ligue du Centre-Val de Loire : Falcons de Bourges
- Ligue du Grand-Est: Bootleggers d'Argancy
- Ligue d'Île-de-France : Pharaons d'Évry
- Ligue du Languedoc-Roussillon : Entente Narbonne/Béziers
- Ligue de Midi-Pyrénées : Stade Toulousain Baseball 2
- Ligue du Nord-Pas-de-Calais de baseball, softball : Dragons de Ronchin
- Ligue de Normandie : Jimmer's de Saint-Lô
- Ligue du Poitou-Charentes : Boucaniers de La Rochelle
- Ligue de Provence-Alpes-Côte d'Azur : Renards de La Vallée du Gapeau
- Ligue de Rhône-Alpes : Grizzlys de Grenoble

### Équipes participantes
- Ligue d'Aquitaine : Raiders d'Eysines et Pitchers's de Pineuilh
- Ligue de Bourgogne : Dijon UC
- Ligue de Bretagne : Redwings de Rennes et Hawks de La Guerche
- Ligue du Centre : Falcons de Bourges et Coyotes de Joué-les-Tours
- Ligue du Grand-Est : Bootleggers d'Argancy et SLUC Nancy
- Ligue d'Île-de-France : Réserve du Sénart, Pharaons d’Évry et Patriots de Paris
- Ligue du Languedoc-Roussillon : Albatros de la Grande-Motte
- Ligue de Midi-Pyrénées : Stade Toulousain Baseball
- Ligue du Nord-Pas-de-Calais : Dragons de Ronchin
- Ligue de Normandie : CABS Les Andelys et Jimmer's de Saint-Lô
- Ligue du Poitou-Charentes : Boucaniers de La Rochelle
- Ligue de Provence-Alpes-Côte d'Azur : Renards de la Vallée du Gapeau et Nice Cavigal
- Ligue de Rhône-Alpes : Grizzlys de Grenoble

## Phase de poule
Les 20 clubs seront répartis dans des poules géographiques de la sorte:
| Équipe   | Ville                                    |
| -------- | ---------------------------------------- |
| Hawks    | La Guerche-de-Bretagne (Ille-et-Vilaine) |
| Patriots | Paris                                    |
| Jimmer's | Saint-Lô (Manche)                        |

| Équipe      | Ville                   |
| ----------- | ----------------------- |
| Dragons     | Ronchin (Nord)          |
| CABS        | Les Andelys (Eure)      |
| Pharaons    | Évry (Essonne)          |
| Templiers 2 | Sénart (Seine-et-Marne) |

| Équipe      | Ville                      |
| ----------- | -------------------------- |
| Dijon UC    | Dijon (Côte-d'Or)          |
| Bootleggers | Argancy (Moselle)          |
| SLUC        | Nancy (Meurthe-et-Moselle) |

| Équipe     | Ville                           |
| ---------- | ------------------------------- |
| Boucaniers | La Rochelle (Charente-Maritime) |
| Raiders    | Eysines (Gironde)               |
| Redwings   | Rennes (Ille-et-Vilaine)        |
| Coyotes    | Joué-lès-Tours (Indre-et-Loire) |

| Équipe    | Ville                    |
| --------- | ------------------------ |
| STB 3     | Toulouse (Haute-Garonne) |
| Pitcher's | Pineuilh (Gironde        |
| Falcons   | Bourges (Cher)           |

| Équipe   | Ville                     |
| -------- | ------------------------- |
| Renards  | La Vallée du Gapeau (Var) |
| Grizzlys | Grenoble (Isère)          |
| Albatros | La Grande-Motte (Hérault) |

| Équipe    | Ville                    |
| --------- | ------------------------ |
| STB 3     | Toulouse (Haute-Garonne) |
| Pitcher's | Pineuilh (Gironde        |
| Falcons   | Bourges (Cher)           |

| Équipe   | Ville                     |
| -------- | ------------------------- |
| Renards  | La Vallée du Gapeau (Var) |
| Grizzlys | Grenoble (Isère)          |
| Albatros | La Grande-Motte (Hérault) |

### Poule 1
| Date        | Recevant   | Visiteur   | Match 1 | Match 2 |
| ----------- | ---------- | ---------- | ------- | ------- |
| 26 août     | Saint-Lô   | Patriots   | 5 - 4   | 9 - 17  |
| 2 septembre | La Guerche | Saint-Lô   | 12 - 6  | 7 - 6   |
| 9 septembre | Patriots   | La Guerche | 1 - 12  | 15 - 1  |

| Pl. | Équipe     | J | V | D | %    |
| --- | ---------- | - | - | - | ---- |
| 1   | La Guerche | 4 | 3 | 1 | ,750 |
| 2   | Patriots   | 4 | 2 | 2 | ,500 |
| 3   | Saint-Lô   | 4 | 1 | 3 | ,250 |

### Poule 2
| Date        | Recevant    | Visiteur    | Match 1 | Match 2 |
| ----------- | ----------- | ----------- | ------- | ------- |
| 26 août     | Sénart 2    | Ronchin     | 8 - 11  | 21 - 11 |
| 26 août     | Les Andelys | Évry        | 2 - 10  | 5 - 10  |
| 2 septembre | Ronchin     | Les Andelys | 7 - 14  | 17 - 7  |
| 2 septembre | Évry        | Sénart 2    | 6 - 14  | 10 - 17 |
| 9 septembre | Les Andelys | Sénart 2    | 1 -23   | 7 - 17  |
| 9 septembre | Ronchin     | Évry        | 6 - 3   | 6 - 5   |

| Pl. | Équipe      | J | V | D | %    |
| --- | ----------- | - | - | - | ---- |
| 1   | Sénart 2    | 6 | 5 | 1 | ,833 |
| 2   | Ronchin     | 6 | 4 | 2 | ,666 |
| 3   | Évry        | 6 | 2 | 4 | ,333 |
| 4   | Les Andelys | 6 | 1 | 5 | ,166 |

### Poule 3
| Date        | Recevant | Visiteur | Match 1 | Match 2 |
| ----------- | -------- | -------- | ------- | ------- |
| 26 août     | Argancy  | Dijon    | 11 - 6  | 19 - 1  |
| 2 septembre | Dijon    | Nancy    | 12 - 5  | 18 - 8  |
| 9 septembre | Nancy    | Argancy  | 7 - 14  | 9 - 20  |

| Pl. | Équipe  | J | V | D | %     |
| --- | ------- | - | - | - | ----- |
| 1   | Argancy | 4 | 4 | 0 | 1,000 |
| 2   | Dijon   | 4 | 2 | 2 | ,500  |
| 3   | Nancy   | 4 | 0 | 4 | ,000  |

### Poule 4
| Date        | Recevant       | Visiteur       | Match 1 | Match 2 |
| ----------- | -------------- | -------------- | ------- | ------- |
| 26 août     | Rennes         | Joué-les-Tours | 13 - 3  | 7 - 4   |
| 26 août     | La Rochelle    | Eysines        | 5 - 4   | 3 - 1   |
| 2 septembre | Joué-les-Tours | La Rochelle    | 4 - 6   | 2 - 8   |
| 2 septembre | Eysines        | Rennes         | 6 - 13  | 4 - 9   |
| 9 septembre | Joué-les-Tours | Eysines        | 12 - 18 | 6 - 12  |
| 9 septembre | La Rochelle    | Rennes         | 10 - 7  | 3 - 4   |

| Pl. | Équipe         | J | V | D | %    |
| --- | -------------- | - | - | - | ---- |
| 1   | La Rochelle    | 6 | 5 | 1 | ,833 |
| 2   | Rennes         | 6 | 5 | 1 | ,833 |
| 3   | Eysines        | 6 | 2 | 4 | ,333 |
| 4   | Joué-les-Tours | 2 | 0 | 6 | ,000 |

### Poule 5
| Date        | Recevant   | Visiteur   | Match 1 | Match 2 |
| ----------- | ---------- | ---------- | ------- | ------- |
| 26 août     | Bourges    | Pineuilh   | 7 - 18  | 20 - 3  |
| 2 septembre | Toulouse 3 | Bourges    | 6 - 12  | 6 - 7   |
| 9 septembre | Pineuilh   | Toulouse 3 | 15 - 5  | 14 - 23 |

| Pl. | Équipe     | J | V | D | %    |
| --- | ---------- | - | - | - | ---- |
| 1   | Bourges    | 4 | 3 | 1 | ,750 |
| 2   | Pineuilh   | 4 | 2 | 2 | ,500 |
| 3   | Toulouse 3 | 4 | 1 | 3 | ,250 |

### Poule 6
| Date        | Recevant        | Visiteur        | Match 1 | Match 2 |
| ----------- | --------------- | --------------- | ------- | ------- |
| 26 août     | La Grande Motte | Grenoble        | 15 - 10 | 5 - 2   |
| 2 septembre | Grenoble        | La Vallée du G. | 6 - 14  | 1 - 4   |
| 9 septembre | La Vallée du G. | La Grande Motte | 8 - 6   | 20 - 10 |

| Pl. | Équipe          | J | V | D | %     |
| --- | --------------- | - | - | - | ----- |
| 1   | Le Gapeau       | 4 | 4 | 0 | 1,000 |
| 2   | La Grande Motte | 4 | 2 | 2 | ,500  |
| 3   | Grenoble        | 4 | 0 | 4 | ,000  |

## Phase finale

### 1/4 de finale en plateau
Les premiers de poule reçoivent les plateaux. Les premiers des plateaux passent en 1/2 finale.
| Date         | Heure | Recevant   | Visiteur   | Score |
| ------------ | ----- | ---------- | ---------- | ----- |
| 22 septembre | 15.00 | Dijon      | La Guerche | 2 - 7 |
| 23 septembre | 11.00 | La Guerche | Sénart 2   | 5 - 7 |
| 23 septembre | 14.00 | Sénart 2   | Dijon      | 4 - 3 |

| Date         | Heure | Recevant | Visiteur | Score  |
| ------------ | ----- | -------- | -------- | ------ |
| 22 septembre | 15.00 | Paris    | Ronchin  | 4 - 2  |
| 23 septembre | 11.00 | Ronchin  | Argancy  | 1 - 12 |
| 23 septembre | 14.00 | Argancy  | Paris    | 3 - 13 |

| Date         | Heure | Recevant  | Visiteur  | Score  |
| ------------ | ----- | --------- | --------- | ------ |
| 22 septembre | 15.00 | Pineuilh  | Rennes    | 3 - 9  |
| 23 septembre | 11.00 | Rennes    | La Vallée | 4 - 10 |
| 23 septembre | 14.00 | La Vallée | Pineuilh  | 5 - 10 |

| Date         | Heure | Recevant        | Visiteur    | Score  |
| ------------ | ----- | --------------- | ----------- | ------ |
| 22 septembre | 15.00 | La Rochelle     | Bourges     | 10 - 0 |
| 23 septembre | 11.00 | La Grande Motte | La Rochelle | 3 - 11 |

### Dernier carré
| Date         | Heure | Recevant | Visiteur | Score  |
| ------------ | ----- | -------- | -------- | ------ |
| 29 septembre | 14.00 | Sénart 2 | Paris    | 8 - 18 |
| 30 septembre | 11.00 | Paris    | Sénart 2 | 10 - 6 |

| Date         | Heure | Recevant    | Visiteur    | Score  |
| ------------ | ----- | ----------- | ----------- | ------ |
| 29 septembre | 14.00 | La Rochelle | La Vallée   | 8 - 2  |
| 30 septembre | 11.00 | La Vallée   | La Rochelle | 12 - 9 |
| 30 septembre | 14.00 | La Rochelle | La Vallée   | 1 - 11 |

| Date       | Heure | Recevant  | Visiteur  | Score   |
| ---------- | ----- | --------- | --------- | ------- |
| 13 octobre | 18.00 | Patriots  | La Vallée | 15 - 16 |
| 14 octobre | 10.00 | La Vallée | Patriots  | 11 - 13 |